# La Rue des allocs
La Rue des allocs est une émission française de télévision, diffusée sur M6 le 17 août 2016 pour les deux premiers épisodes. Le 17 novembre 2016, pour le troisième et le quatrième.

## Description
Adaptée du programme britannique Benefits Street (en), l'émission propose ainsi une immersion dans le quotidien de Français en situation de précarité. Tournée dans le quartier de Saint-Leu (Amiens), les caméras de Stéphane Munka suivent des habitants qui vivent avec moins de 1 000 euros par mois. 

## Audiences
Le 1er épisode diffusé en  première partie de soirée, réunit 1,78 million de téléspectateurs soit 9,5 % de part de marché. Le second, 1,73 million de fidèles soit 12,8 % de PDM. Les trois et quatrième numéros, enregistrent une audience de 1,52 million et 1,28 million, soit respectivement une part de marché de 6,1 % et 6,6 %.
| Épisode | Jour et horaire de diffusion         | Audience moyenne          | Audience moyenne | Audience moyenne |
| Épisode | Jour et horaire de diffusion         | Nombre de téléspectateurs | PDM              |                  |
| ------- | ------------------------------------ | ------------------------- | ---------------- | ---------------- |
| 1       | Mercredi 17 août 2016 21:00 - 22:30  | 1 780 000                 | 9,5 %            |                  |
| 2       | Mercredi 17 août 2016 22:30 - 23:50  | 1 730 000                 | 12,8 %           |                  |
| 3       | Jeudi 17 novembre 2016 21:00 - 22:30 | 1 520 000                 | 6,1 %            |                  |
| 4       | Jeudi 17 novembre 2016 22:30 - 23:50 | 1 280 000                 | 6,6 %            |                  |

## Commentaires
- Dans un communiqué[5], la fédération nationale des associations d'accueil et de réinsertion sociale (FNARS) saisit le conseil supérieur de l'audiovisuel (CSA) pour suspendre sa diffusion, mettant en avant un programme « stigmatisant et honteux face à la détresse sociale que vivent près de 8 millions de personnes pauvres en France ». M6, qui n'a fait aucun commentaire sur ce communiqué, maintient sa diffusion[6].
- Plusieurs personnalités politiques se sont exprimées pour critiquer le programme notamment Patrick Kanner, ministre de la Ville, qui y voit de « l'indécence et la misère morale »[7] et Pascale Boistard, secrétaire d'État et élue de la Somme, qui dénonce dans une tribune « quand la pauvreté devient un spectacle »[8].
- Le 7 octobre 2016 le CSA se prononce sur les saisines, et considère que le programme ne souffre d'aucun « manquement de M6 (dû) à ses obligations », malgré un titre « à connotation péjorative »[9].
- Pour François Jost, professeur en sciences de l'Information et de la communication, directeur de la revue "Télévision", "Ce programme ouvre la porte à toutes les critiques de droite et d'extrême droite, en renforçant des stéréotypes sur les chômeurs et la pauvreté."[10] "A la différence de l'émission britannique, on montre qu'en France le système social fonctionne", selon le réalisateur de l'émission Stéphane Munka.
- En janvier 2017, Jérôme Loger, l'un des témoins de l'émission, meurt à l'âge de 41 ans[11].